# مختار داداشف
مختار داداشف (ترکی آذربایجانی: Muxtar Dadaşov، ۱۱ سپتامبر ۱۹۱۳، باکو - ۷ مه ۱۹۹۸) بازیگر تئاتر و سینما، کارگردان، فیلم‌نامه‌نویس و فیلم‌بردار اهل اتحاد جماهیر شوروی و جمهوری آذربایجان است. از فیلم‌هایی که او کارگردانی کرده‌است می‌توان به فیلم‌های در باکو باد می‌وزد و به نام قانون اشاره نمود.